# Nemzeti Könyvtár (Varsó)
A Nemzeti Könyvtár (lengyelül: Biblioteka Narodowa, IPA [ˌbʲiblʲjɔˈtɛka narɔˈdɔva], rövidítve: BN) - Lengyelország nemzeti könyvtára, 1928-ban alapított nemzeti művelődési intézmény. Székhelye Varsó. A könyvtár közvetlenül a lengyel kulturális és nemzeti örökségi miniszternek van alárendelve.
Feladata a lengyelországi és lengyel vonatkozású könyvek, periodikumok, elektronikus és audiovizuális kiadványok gyűjtése. Az ország legfontosabb bölcsészettudományi tudományos könyvtára, a lengyel nemzeti írott kulturális örökség fő gyűjteménye, országos bibliográfiai információs központ, kutatási intézmény, valamint országos jelentőségű könyvtári módszertani központ. Kiadási tevékenysége könyveket és szakfolyóiratokat („Polish Libraries”, „Rocznik Biblioteki Narodowej” és „Notes Konserwatorski”) is felölel.
A Nemzeti Könyvtár jogosult a kétpéldányos köteles példány-szolgáltatásra az országban megjelent összes kiadványból.

## Története

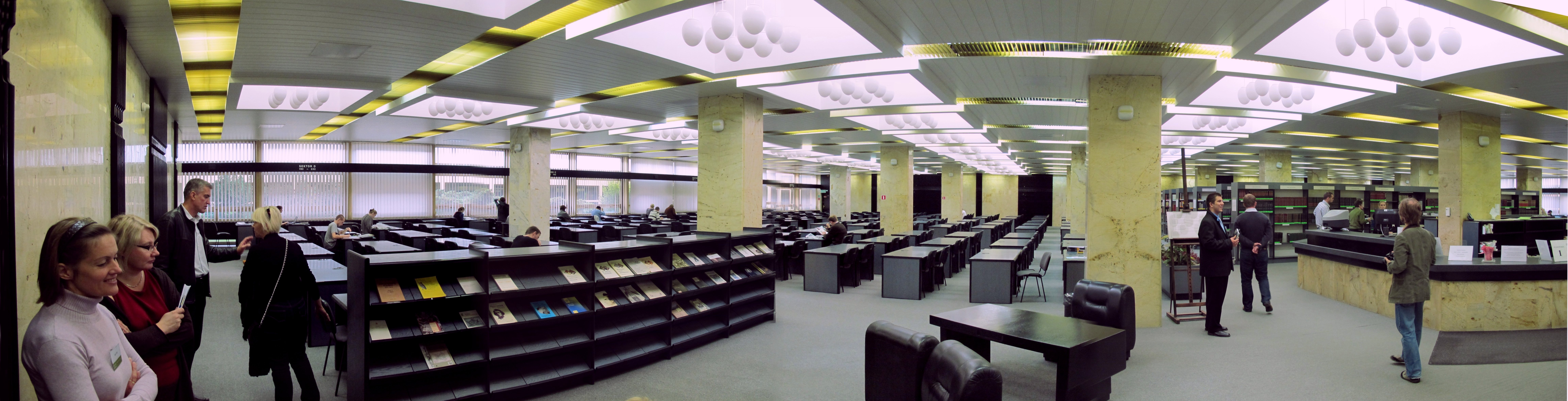
A könyvtár olvasóterme 2011-ben

A varsói Nemzeti Könyvtár története a 18. századra nyúlik vissza. 1747. augusztus 8-án nyitották meg Varsóban a Józef és Andrzej Załuski testvérek által alapított Załuski-könyvtárat. A mai Nemzeti Könyvtár ennek az intézménynek a hagyományait folytatja. Józef Załuski halála után a könyvtár állami tulajdonba került és „ A Köztársaság Załuski-könyvtára” nevet kapta.Az 1780. évi országgyűlési határozat alapján a könyvtárnak köteles példány járt az akkori lengyel állam területén minden nyomtatott könyvből. A Kościuszko-felkelés (1794) leverése utáni orosz megtorlások idején a gyűjteményt kifosztották és Szentpétervárra szállították, ahol a Cári Nyilvános Könyvtárba (Императорская публичная библиотека) olvasztották be (394 000 kötet, ebből 11 000 kézirat és 24 500 metszet). Szállítás közben a gyűjtemény egyes részei megsérültek vagy megsemmisültek, sokat el is loptak.
Lengyelország felosztottságának korában a lengyel könyvtári állományt hazai és emigráns magángyűjteményekben őrizték, valamint nyilvános könyvtárakat is alapítottak.
Emiatt, amikor 1918-ban Lengyelország visszaszerezte függetlenségét, hiányzott egy központi, nemzeti könyvtári intézmény. Így került létrehozásra Ignacy Mościcki köztársasági elnök 1928. február 24-i törvényerejű rendelete alapján a Nemzeti Könyvtár. A könyvtár 1930-ban nyílt meg 200 000 kötetes kezdeti állománnyal. Az első igazgatója Stefan Demby volt 1934-től, akit 1937 júliusától Stefan Vrtel-Wierczyński váltott fel. A könyvtári állomány ugrásszerűen növekedett, például 1932-ben Mościcki elnök odaajándékozta a könyvtárnak a wilanówi palotamúzeum teljes könyvtárát és kézirattárát, közel 40 ezer kötete és 20 ezer képet Stanisław Kostka Potocki gyűjteményéből.
Kezdetben a Nemzeti Könyvtár nem rendelkezett saját önálló székhellyel, azért a gyűjteményét különböző helyeken tárolták. 1930-tól a Kereskedelmi Főiskola könyvtári épülete adott otthont a fő olvasóteremnek.1935-ben a különgyűjtemények a varsói Potocki-palota kerültek. Egy új, kifejezetten a könyvtárnak szánt épület építését a mai Pole Mokotowskie-n tervezték, a tervezett monumentális „kormányzati negyed” részeként, de a terv megvalósítását a második világháború megakadályozta.
1939-ben a Nemzeti Könyvtár állományát 6,5 millió könyv és 19.-20. századi folyóirat, 3 000 régi nyomtatvány, 2200 ősnyomtatvány, 52 000 kézirat, 80 ezer grafika, 11,5 ezer térkép és atlasz képezte.
Varsó 1939. szeptemberi ostroma alatt megsemmisült a könyvtárhoz tartozó és a Központi Hadtudományi Könyvtárban lévő párizsi Lengyel Iskola Könyvtárának és a rapperswili Lengyel Múzeumnak a gyűjteménye is. 1940-ben a németek a Nemzeti Könyvtárat városi könyvtárba alakították át (Staatsbibliothek Warschau), mely három részből állt:
- a kizárólag németeknek szánt könyvek osztálya (az Egyetemi Könyvtár épületében);
- a zárt gyűjtemény (tiltott könyvek) – a Nemzeti Könyvtár eddigi főépületében;
- a különböző fővárosi intézményekből összegyűjtött különgyűjtemények (a Krasiński-könyvtár Okólnik utcai épületében).

A varsói felkelés leverése után 1944 októberében a különgyűjteményeket a németek szándékosan felgyújtották és elégették, annak ellenére, hogy az 1944. október 3-án kötött fegyverletételi egyezményben a megszállók vállalták a műemlék jellegű, könyvtári és levéltári örökség védelmét. Megsemmisült 80 000 régi nyomtatvány, ebben felbecsülhetetlen értékű 16-18. századi Polonica, 26 000 kézirat, 2500 ősnyomtatvány, 100 000 rajz és metszet, valamint 50 000 kotta és színházi nyomtatvány. A Kereskedelmi Főiskolában őrzött állomány túlnyomó részben fennmaradt. Egyes feltételezések szerint, a második világháború alatt, a főbb varsói könyvtárakban 1939-ben őrzött több mint 6 millió kötetből 3,6 millió kötet pusztult el, melyek nagy része a Nemzeti Könyvtár gyűjteményét képezte.
1945-ben a könyvtár újraindította a tevékenységét. Sikerült visszaszolgáltatni a Németországba és Ausztriába szállított gyűjteményeket, pl. a Krasinski- és a Przezdziecki-könyvtárakból. 1959-ben Kanadából tért vissza néhány a legrégebbi lengyel nyelvemlékek közül, valamint Frédéric Chopin kéziratai. 1962 és 1976 között épült fel a könyvtár új épületegyüttese.

## Állománya, gyűjteményei
Jelenleg a könyvtár állománya egyike a legnagyobbaknak Lengyelországban. 2016 végén a közel 8,5 millió könyvtári tétel között több mint 162 ezer 1801 előtti nyomtatvány, több mint 26 000 kézirat (ebben 7000 zenei kézirat) és több mint 120 000 kottás nyomtatvány, valamint 485 000 metszet szerepelt.
A könyvtár gyűjteményeiben fényképek és más ikonográfiai dokumentumok is helyet kaptak, ezen kívül több mint 130 000 atlasz és térkép, több mint 2 millió plakát- és kisnyomtatvány, valamint több mint 2 millió könyv és több mint 1 millió 19-21. századi hírlap- és folyóirat is.
A könyvtárban őrzött kincsekhez tartozik az a 151 lapos ószláv nyelvű Codex Suprasliensis, amely a nemzetközi jelentősége miatt 2007-ben felkerült a UNESCO A Világ Emlékezete Program listájára.
A könyvtár 2012-ben írta alá azt az egyezményt, amelynek eredményeként 1,3 millió lengyel könyvtári rekordot elérhetővé vált a WorldCat adatbázison keresztül is.